# Kokoszewo
Kokoszewo (niem. Gerthen) – wieś w Polsce położona w województwie warmińsko-mazurskim, w powiecie bartoszyckim, w gminie Bisztynek.
W latach 1975–1998 miejscowość administracyjnie należała do województwa olsztyńskiego.